# Rochy-Condé
Rochy-Condé est une commune française située dans le département de l'Oise, en région Hauts-de-France.

## Géographie

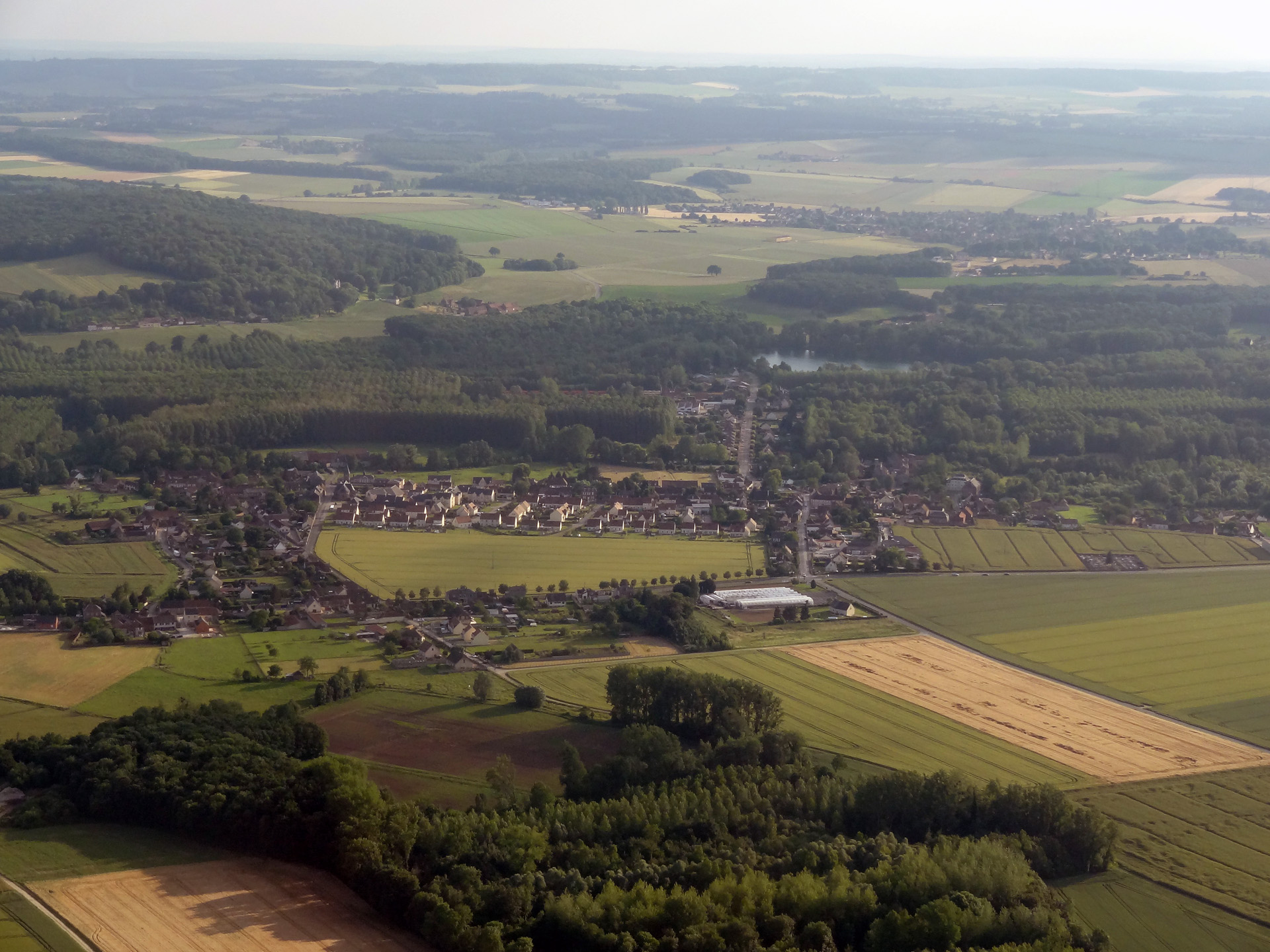
Vue aérienne de Rochy-Condé.

| Therdonne | Laversines  |                      |
|           | Rochy-Condé | Bresles              |
| Warluis   |             | Bailleul-sur-Thérain |

### Localisation
Village péri-urbain du Beauvaisis situé dans la vallée du Thérain, situé à 9 km. au sud-est de Beauvais et dans l'aire urbaine de Beauvais.
Son territoire est traversé en limite nord par la RN 31, qui relie Rouen à Reims et au sud par la RD 12 Beauvais - Creil. Perpendiculairement à ces deux grands axes de circulation, la RD 513, qui relie Warluis à la RN 31, traverse le village.

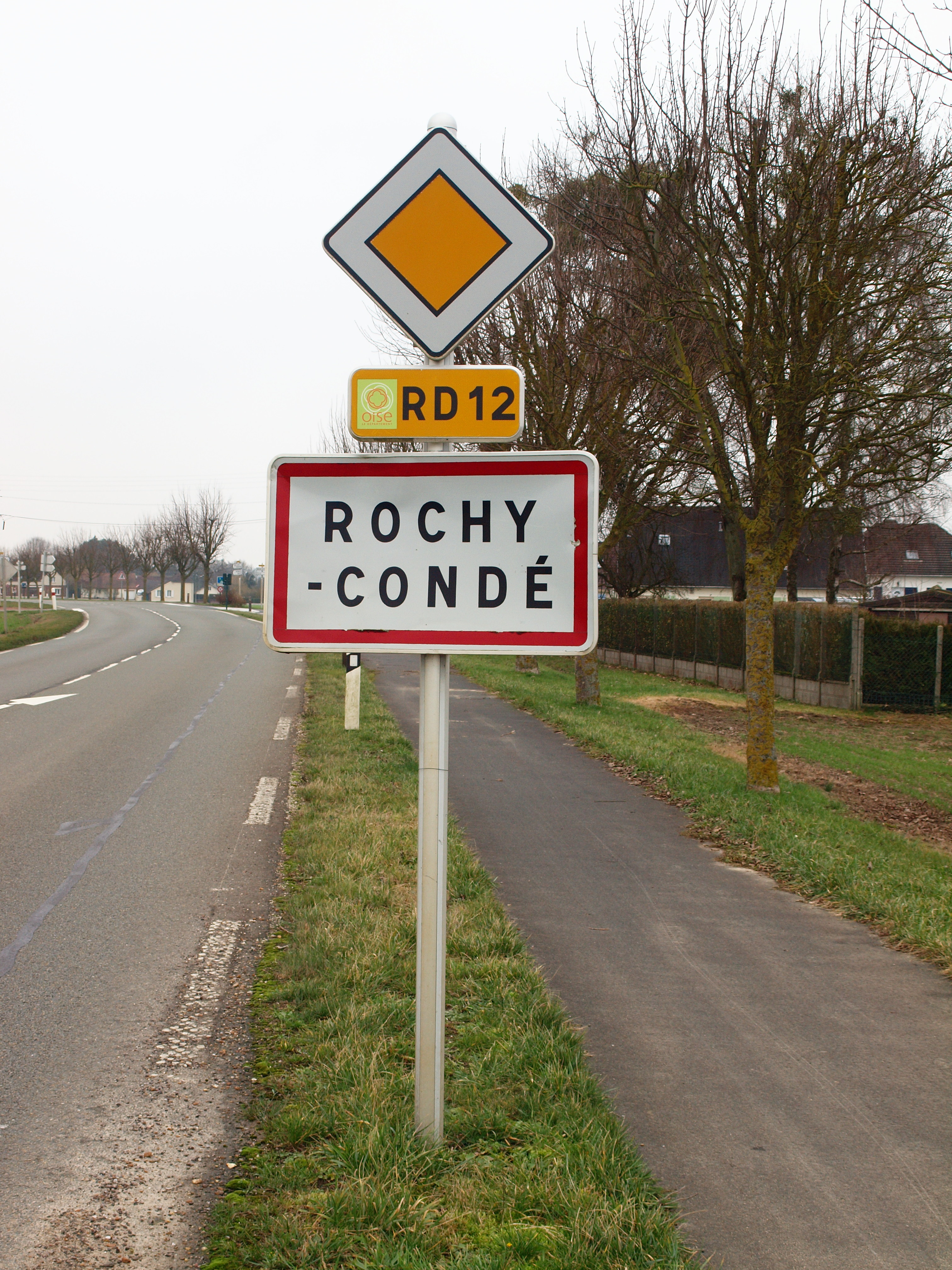
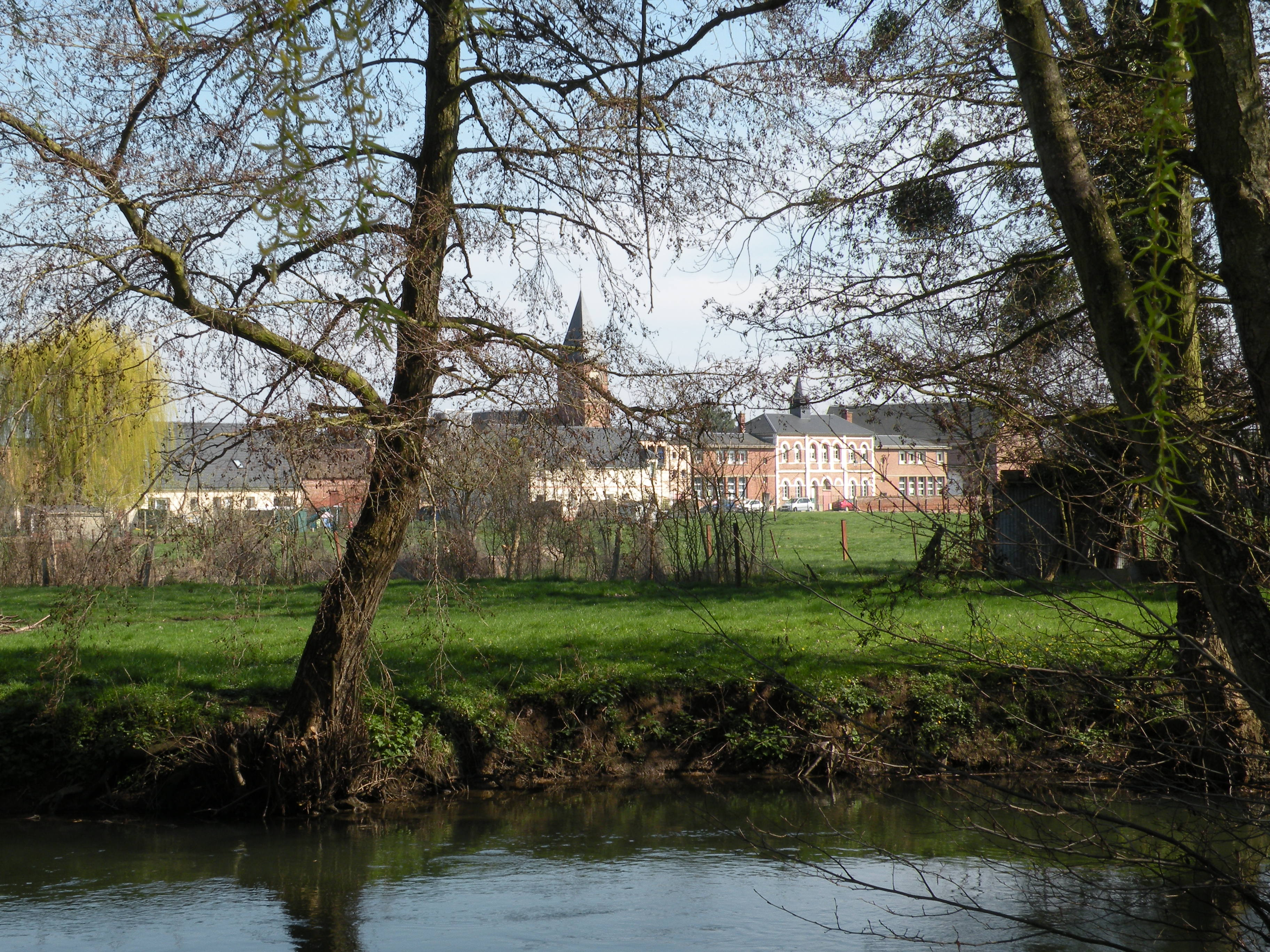
Le village depuis le Thérain.
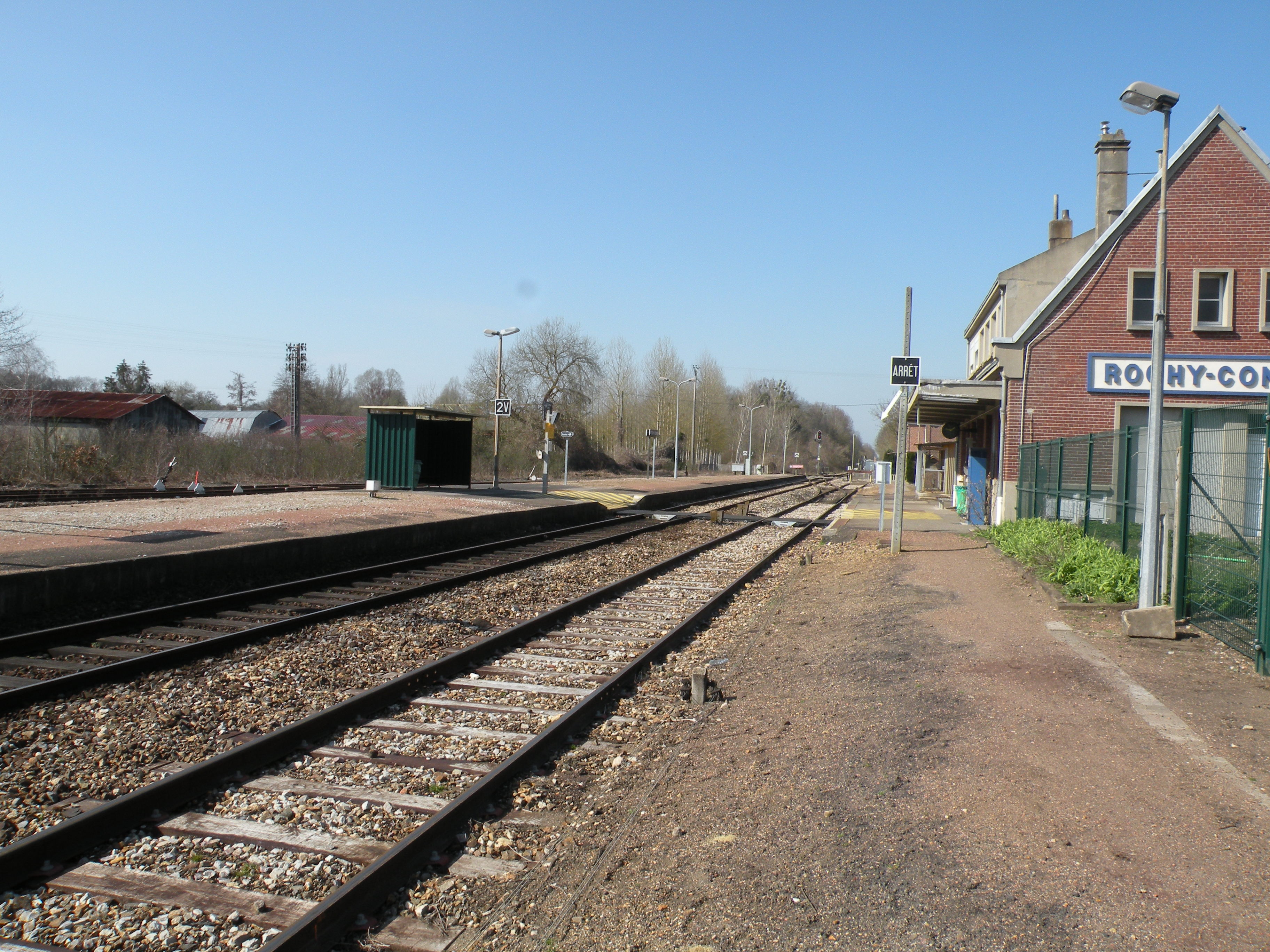
La gare.

### Hydrographie

#### Réseau hydrographique
La commune est située dans le bassin Seine-Normandie. Elle est drainée par le Thérain, la Laversines, le cours d'eau 01 des Prés Cocqs Salles et le Thérain,,.
Le Thérain, d'une longueur de 94 km, prend sa source dans la commune de Gaillefontaine et se jette  dans l'Oise à Saint-Leu-d'Esserent, après avoir traversé 43 communes. Les caractéristiques hydrologiques du Thérain sont données par la station hydrologique située sur la commune de Beauvais. Le débit moyen mensuel est de 5,45 m3/s. Le débit moyen journalier maximum est de 37 m3/s, atteint lors de la crue du 22 mars 2001. Le débit instantané maximal est quant à lui de 39,8 m3/s, atteint le 25 mars 2001.

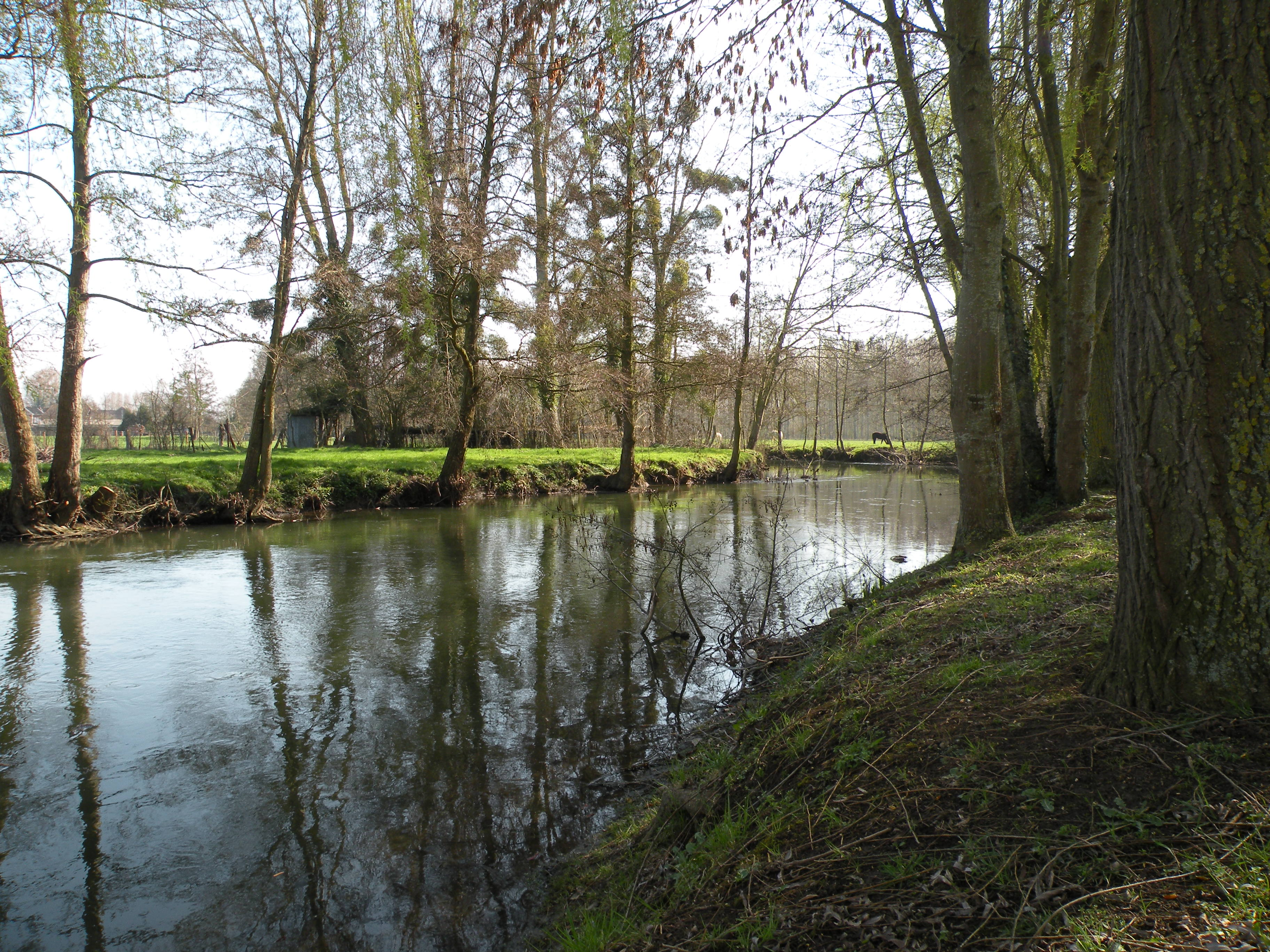
Le Thérain à Rochy-Condé.
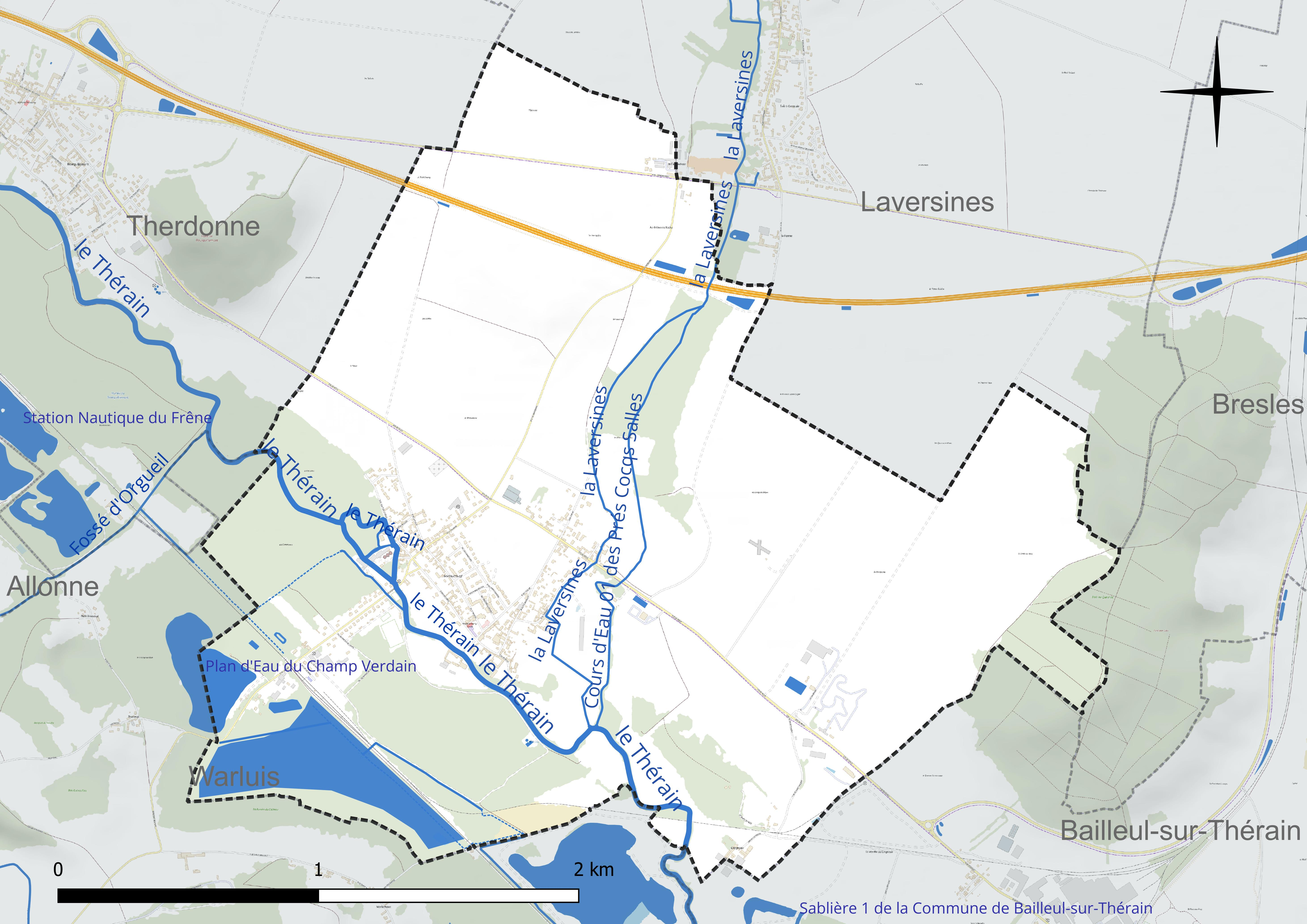
Réseau hydrographique de Rochy-Condé.

Un plan d'eau complète le réseau hydrographique : le plan d'eau du Champ Verdain, d'une superficie totale de 8,3 ha (3,6 ha sur la commune),.

#### Gestion et qualité des eaux
Le territoire communal est couvert par le schéma d'aménagement et de gestion des eaux (SAGE) « Sensée ». Ce document de planification concerne un territoire de 1 219 km2 de superficie, délimité par le bassin versant du Thérain. Le périmètre a été arrêté le 27 janvier 2023 et le SAGE proprement dit est, en 2024, en cours d'élaboration. La structure porteuse de l'élaboration et de la mise en œuvre est le syndicat intercommunal de la Vallée du Thérain (SIVT). 
La qualité des cours d'eau peut être consultée sur un site dédié géré par les agences de l'eau et l'Agence française pour la biodiversité. 

### Climat
Pour des articles plus généraux, voir Climat des Hauts-de-France et Climat de l'Oise.
En 2010, le climat de la commune est de type climat océanique dégradé des plaines du Centre et du Nord, selon une étude du CNRS s'appuyant sur une série de données couvrant la période 1971-2000. En 2020, Météo-France publie une typologie des climats de la France métropolitaine dans laquelle la commune est exposée à un climat océanique et est dans la région climatique  Nord-est du bassin Parisien, caractérisée par un ensoleillement médiocre, une pluviométrie moyenne régulièrement répartie au cours de l'année et un hiver froid (3 °C). 
Pour la période 1971-2000, la température annuelle moyenne est de 10,7 °C, avec une amplitude thermique annuelle de 14,4 °C. Le cumul annuel moyen de précipitations est de 647 mm, avec 10,6 jours de précipitations en janvier et 8 jours en juillet. Pour la période 1991-2020, la température moyenne annuelle observée sur la station météorologique la plus proche, située sur la commune de Tillé à 9 km à vol d'oiseau, est de 11,0 °C et le cumul annuel moyen de précipitations est de 655,5 mm,. Pour l'avenir, les paramètres climatiques de la commune estimés pour 2050 selon différents scénarios d'émission de gaz à effet de serre sont consultables sur un site dédié publié par Météo-France en novembre 2022.

## Urbanisme

### Typologie
Au 1er janvier 2024, Rochy-Condé est catégorisée bourg rural, selon la nouvelle grille communale de densité à sept niveaux définie par l'Insee en 2022.
Elle est située hors unité urbaine. Par ailleurs la commune fait partie de l'aire d'attraction de Beauvais, dont elle est une commune de la couronne,. Cette aire, qui regroupe 162 communes, est catégorisée dans les aires de 50 000 à moins de 200 000 habitants,.

### Occupation des sols
L'occupation des sols de la commune, telle qu'elle ressort de la base de données européenne d'occupation biophysique des sols Corine Land Cover (CLC), est marquée par l'importance des territoires agricoles (65,9 % en 2018), en diminution par rapport à 1990 (66,9 %). La répartition détaillée en 2018 est la suivante : 
terres arables (53,7 %), forêts (20,4 %), zones urbanisées (8 %), prairies (7,2 %), zones agricoles hétérogènes (5 %), espaces verts artificialisés, non agricoles (4 %), zones industrielles ou commerciales et réseaux de communication (1,6 %). L'évolution de l'occupation des sols de la commune et de ses infrastructures peut être observée sur les différentes représentations cartographiques du territoire : la carte de Cassini (XVIIIe siècle), la carte d'état-major (1820-1866) et les cartes ou photos aériennes de l'IGN pour la période actuelle (1950 à aujourd'hui).

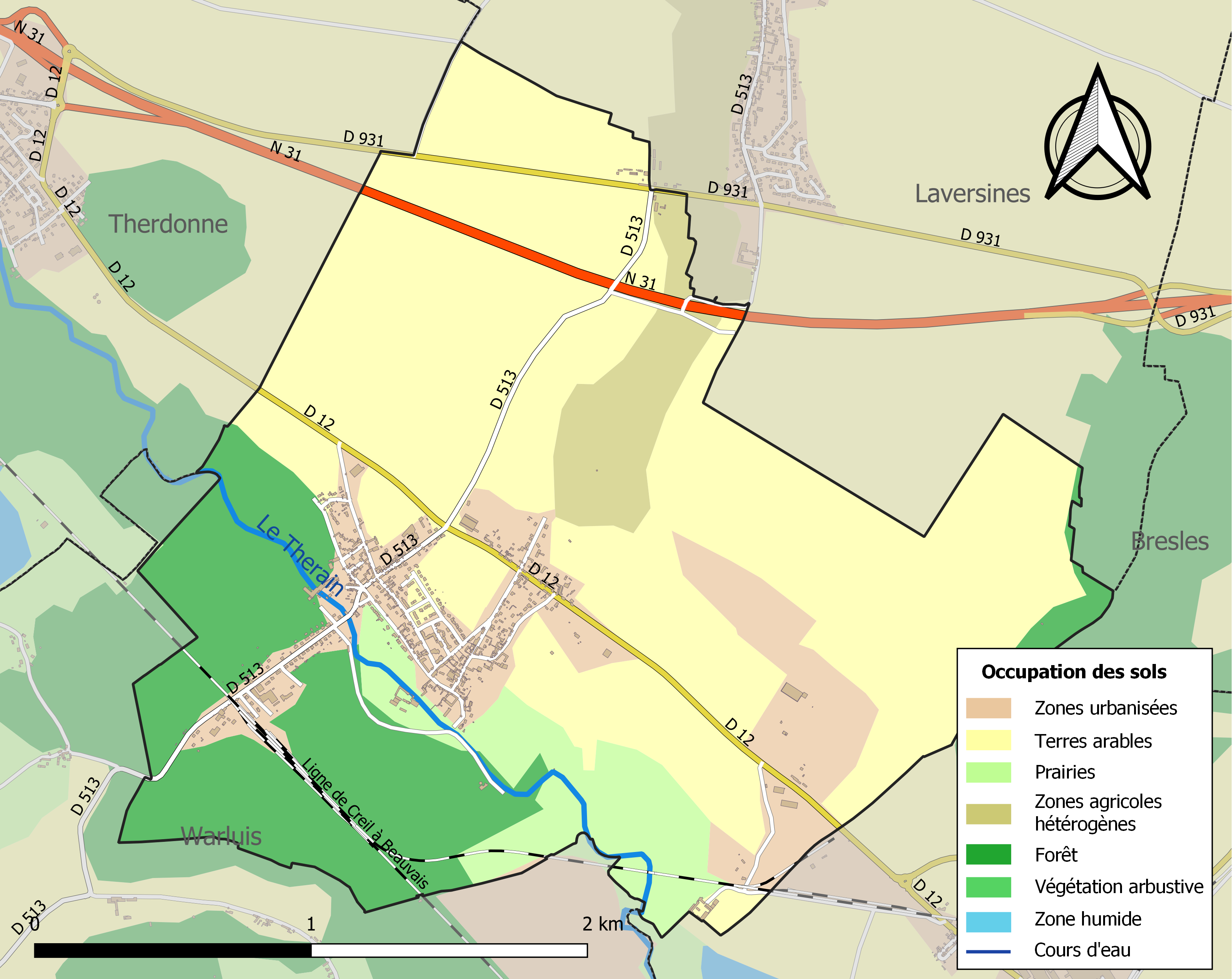
Carte des infrastructures et de l'occupation des sols de la commune en 2018 (CLC).

### Voies de communication et transports
La commune dispose depuis 1857 de la gare de Rochy-Condé, point d'arrêt non géré (PANG) à accès libre desservi par des trains TER Hauts-de-France qui effectuent des missions entre les gares de Creil, et de Beauvais, et est à l'origine de l'embranchement vers Bresles (ancienne ligne de Rochy-Condé à Soissons), qui n'est plus utilisée que pour le trafic de fret.
La commune est desservie, en 2023, par des lignes scolaires et le service de transport à la demande Corolis à la demande - Zone Centre du réseau Corolis ainsi que par la ligne 6143 du réseau interurbain de l'Oise.

## Toponymie
Le nom de la localité est attesté sous les formes vadum de Rochi (1182) ; in molendino de Rochi (1186) ; eccl. de Rochiaco (XIIe) ; Rochiacus (1230) ; Rochi (1237) ; Rochy (vers 1255) ; Rochiacum (1315) ; Rochy la Ville (1555) ; Rochy la Montagne (1794) ; Rochy-Condé (XIXe).

La forme latine vadum de Rochi de 1182 se traduit par le « gué des Rochers ».
Condé, ancien hameau de la commune, est attesté sous les formes Cunde (1162) ; Conde (1170) ; Guido de Conde (XIIe) ; Condatum (1224) ; Condetum (1224) ; Johannem de Conde (1238) ; « Counde juxta vineam domini Guillelmi de Lavrechine » (1248) ; me vile de Conde (1278) ; apud Conde (1292) ; Vincens de Conde (1276) ; Johanne de Conde (1281) ; Johannis de Condeto (1281) ; inter villam de Conde et villam de Caniex (1292) ; Condate (vers 1300) ; Condé sur Thérain (1373) ; « Condate ad confluentes amniculi l'Condate ad confluentes amniculi l'Eavette » (XVIe) ; Condé (1840).

Du gaulois condate « confluent », du Thérain et du ruisseau de Laversines et le ru d'Orgueil.

## Histoire

### XXIesiècle
Les conseils municipaux de Warluis et de Rochy-Condé ont décidé le 26 juillet 2018 la fusion de leurs collectivités le 1er janvier 2019 au sein d'une commune nouvelle qui aurait été dénommée le Val d'Orgueil. Cette fusion était destinée à préserver les ressources des deux villages dans un contexte de baisse des dotations de l'État. Une réunion publique tenue après le vote des élus, voit une forte protestation, et, en septembre 2018, une pétition de 812 habitants des deux communes (qui comptent 2 206 habitants) demande le report de la fusion,,.
Le préfet préconise alors l'organisation d'un référendum d'initiative locale,. Celui-ci, organisé le 19 novembre 2018, voit le rejet du projet par près de 90 % des votants des deux communes et une participation de 62 % à Rochy-Condé et 57 % à Warluis, amenant  le préfet à refuser d'agréer  le projet de fusion.

## Politique et administration

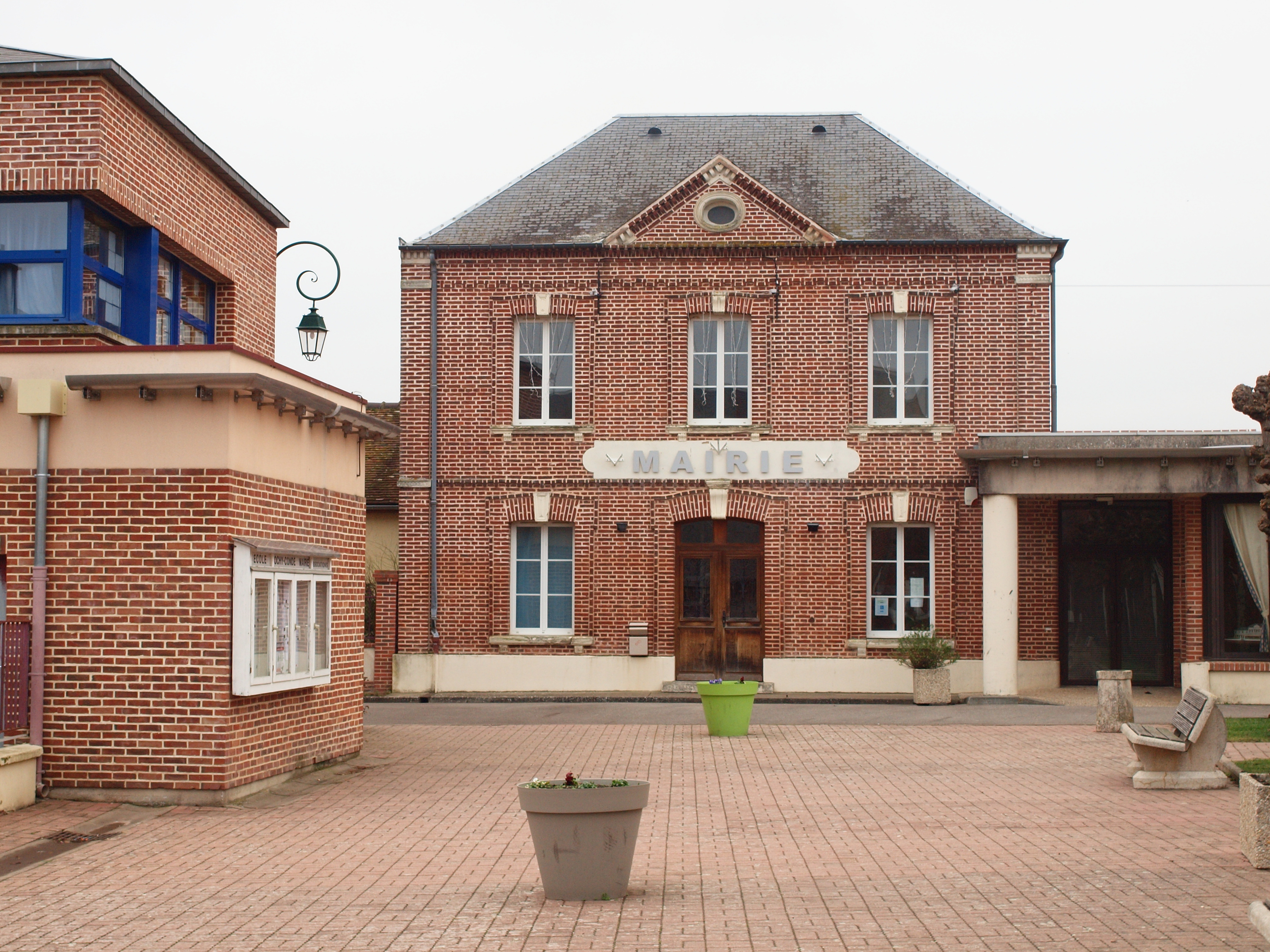
La mairie en 2018.

### Rattachements administratifs et électoraux
La commune se trouve  dans l'arrondissement de Beauvais du département de l'Oise. Pour l'élection des députés, elle fait partie depuis 1988 de la première circonscription de l'Oise.
Elle faisait partie depuis 1802 du canton de Nivillers. Dans le cadre du redécoupage cantonal de 2014 en France, la commune est désormais rattachée au canton de Mouy.

### Intercommunalité
La commune est membre de la communauté d'agglomération du Beauvaisis, créée sous le statut d'une communauté de communes en 2004.

### Liste des maires
| Période                                  | Période                   | Identité        | Étiquette | Qualité     |
| ---------------------------------------- | ------------------------- | --------------- | --------- | ----------- |
| Les données manquantes sont à compléter. |                           |                 |           |             |
| mars 2001                                | 2014                      | Gérard Truptil  |           |             |
| mars 2014                                | mai 2020                  | Frédéric Seguin |           | Agriculteur |
| mai 2020                                 | En cours (au 27 mai 2020) | Robert Truptil  |           |             |

## Population et société

### Démographie

#### Évolution démographique
L'évolution du nombre d'habitants est connue à travers les recensements de la population effectués dans la commune depuis 1793. Pour les communes de moins de 10 000 habitants, une enquête de recensement portant sur toute la population est réalisée tous les cinq ans, les populations de référence des années intermédiaires étant quant à elles estimées par interpolation ou extrapolation. Pour la commune, le premier recensement exhaustif entrant dans le cadre du nouveau dispositif a été réalisé en 2008.

En 2022, la commune comptait 999 habitants, en évolution de +0,81 % par rapport à 2016 (Oise : +0,87 %, France hors Mayotte : +2,11 %).
| 1793 | 1800 | 1806 | 1821 | 1831 | 1836 | 1841 | 1846 | 1851 |
| ---- | ---- | ---- | ---- | ---- | ---- | ---- | ---- | ---- |
| 266  | 261  | 285  | 268  | 333  | 334  | 332  | 366  | 371  |

| 1856 | 1861 | 1866 | 1872 | 1876 | 1881 | 1886 | 1891 | 1896 |
| ---- | ---- | ---- | ---- | ---- | ---- | ---- | ---- | ---- |
| 401  | 383  | 389  | 420  | 477  | 465  | 497  | 497  | 499  |

| 1901 | 1906 | 1911 | 1921 | 1926 | 1931 | 1936 | 1946 | 1954 |
| ---- | ---- | ---- | ---- | ---- | ---- | ---- | ---- | ---- |
| 548  | 560  | 510  | 491  | 445  | 478  | 408  | 463  | 478  |

| 1962 | 1968 | 1975 | 1982 | 1990 | 1999 | 2006 | 2008 | 2013  |
| ---- | ---- | ---- | ---- | ---- | ---- | ---- | ---- | ----- |
| 536  | 600  | 604  | 573  | 594  | 634  | 807  | 857  | 1 002 |

| 2018 | 2022 | - | - | - | - | - | - | - |
| ---- | ---- | - | - | - | - | - | - | - |
| 988  | 999  | - | - | - | - | - | - | - |

#### Pyramide des âges
La population de la commune est relativement jeune.
En 2018, le taux de personnes d'un âge inférieur à 30 ans s'élève à 39,3 %, soit au-dessus de la moyenne départementale (37,3 %). À l'inverse, le taux de personnes d'âge supérieur à 60 ans est de 16,8 % la même année, alors qu'il est de 22,8 % au niveau départemental.
En 2018, la commune comptait 489 hommes pour 499 femmes, soit un taux de 50,51 % de femmes, légèrement inférieur au taux départemental (51,11 %).
Les pyramides des âges de la commune et du département s'établissent comme suit.
| Hommes | Classe d’âge | Femmes |
| ------ | ------------ | ------ |
| 0,0    | 90 ou +      | 0,6    |
| 4,1    | 75-89 ans    | 5,4    |
| 12,5   | 60-74 ans    | 11,0   |
| 19,6   | 45-59 ans    | 18,6   |
| 24,3   | 30-44 ans    | 25,3   |
| 15,1   | 15-29 ans    | 17,0   |
| 24,3   | 0-14 ans     | 22,0   |

| Hommes | Classe d’âge | Femmes |
| ------ | ------------ | ------ |
| 0,5    | 90 ou +      | 1,4    |
| 5,5    | 75-89 ans    | 7,6    |
| 15,6   | 60-74 ans    | 16,3   |
| 20,8   | 45-59 ans    | 20     |
| 19,4   | 30-44 ans    | 19,4   |
| 17,6   | 15-29 ans    | 16,2   |
| 20,6   | 0-14 ans     | 19,1   |

### Enseignement

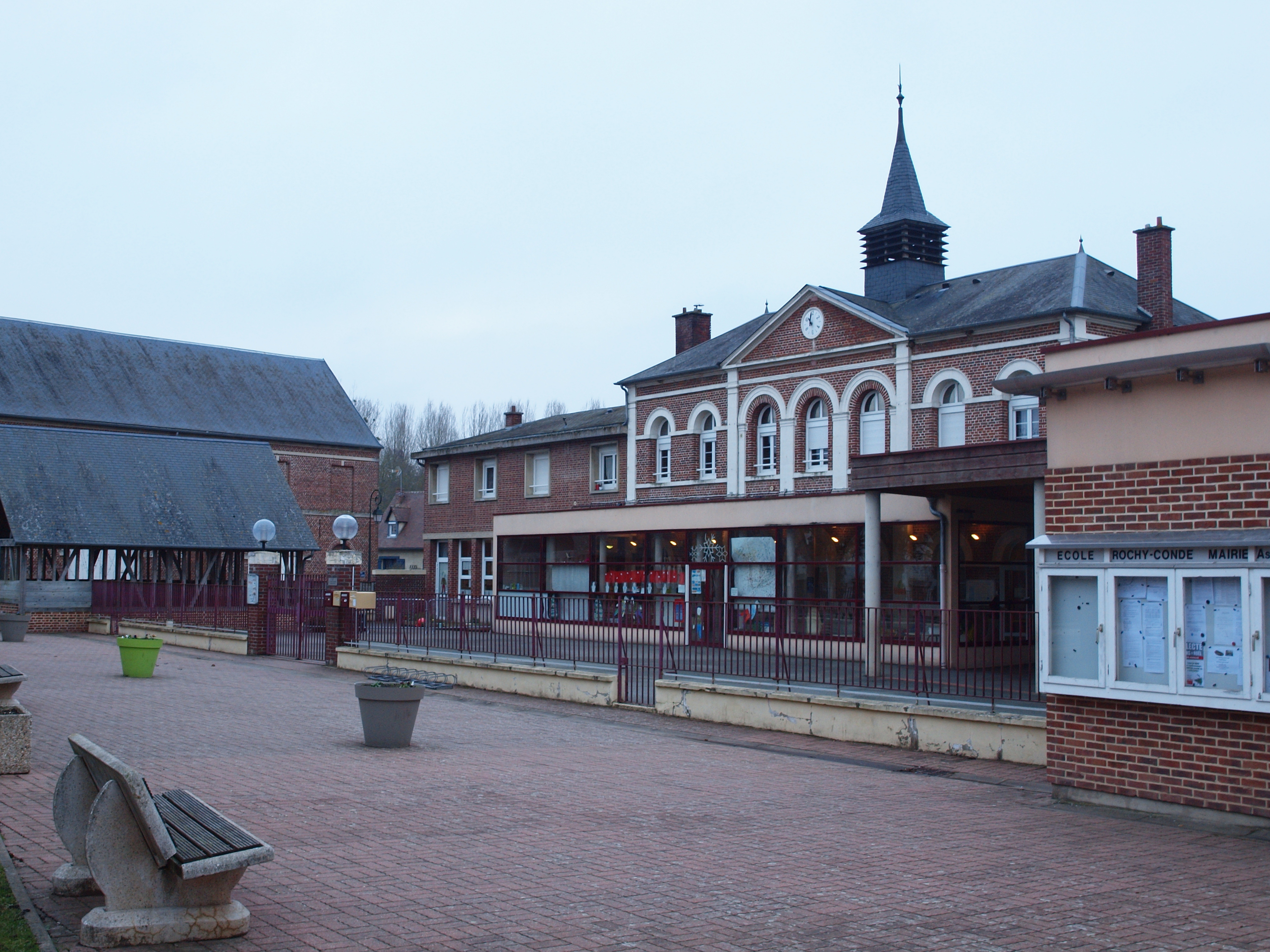
L'école William-Hayden en 2018.

Les enfants de la commune sont scolarisés au sein de l'école municipale William-Hayden, place de la Mairie, qui accueille les enfants de la maternelle au CM2 avec une cantine et une garderie.

## Économie

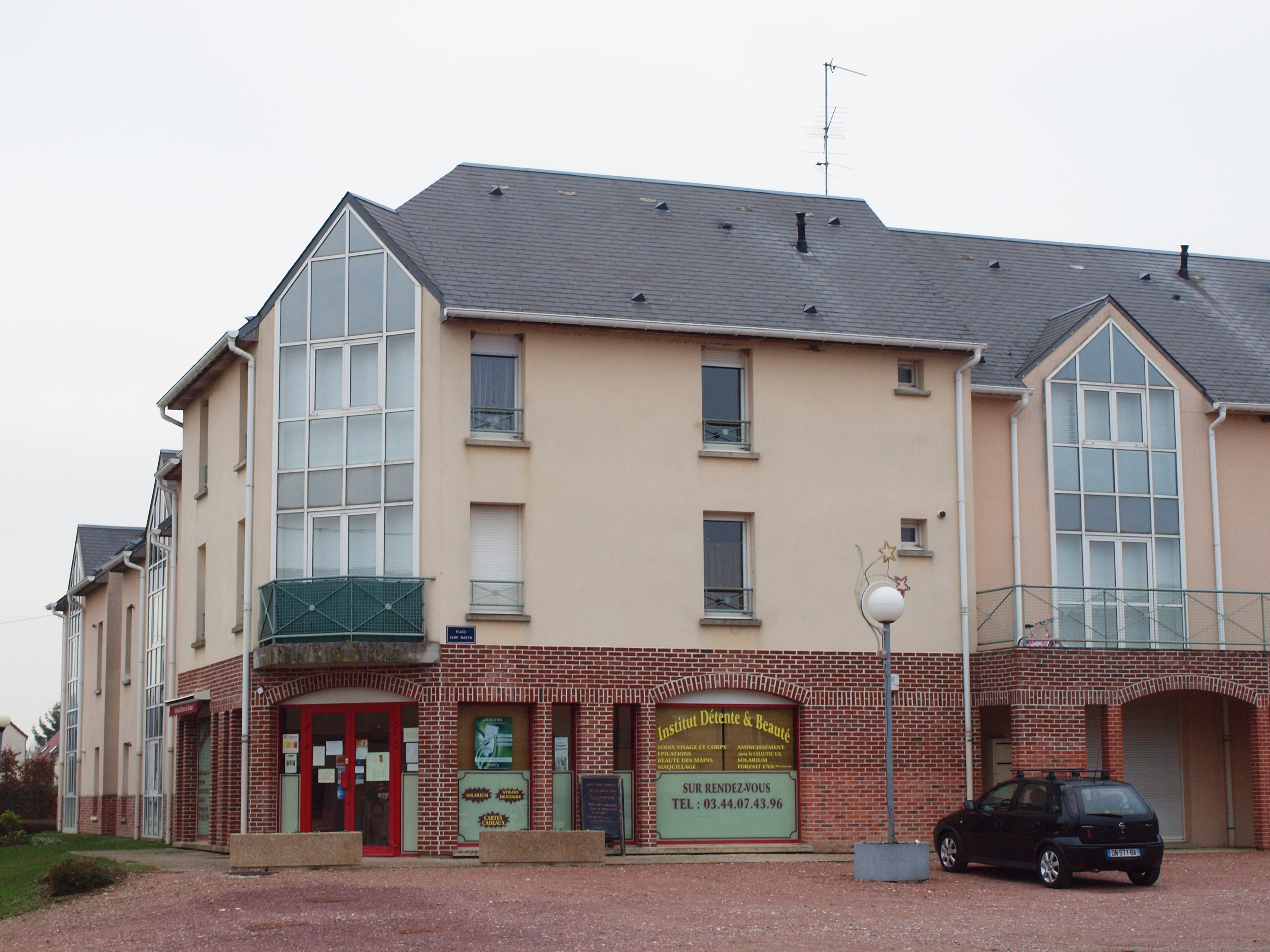
Les commerces.

Plusieurs entreprises sont implantées à Rochy-Condé (centre de tri des déchets ménagers, fabrication de matériaux en béton), ainsi que des artisans (carrossier, garagiste, menuisiers, plombier-chauffagiste).
La commune dispose en 2018 de plusieurs commerces de proximité, tels que boulangerie, café-restaurant, coiffure, fleuriste, institut de beauté, ainsi qu'un bureau de poste.

## Culture locale et patrimoine

### Lieux et monuments
- Église Saint-Martin, en style néogothique construite au XIXe siècle[40].

Elle renferme un groupe sculpté en bois taillé polychrome, la Charité de saint Martin, du début du XVIe siècle, caractéristique dde l'art du Beauvaisis et le retable de la Passion, réalisé vers 1563, également en bois taillé polychrome, restauré en 1988

L'église
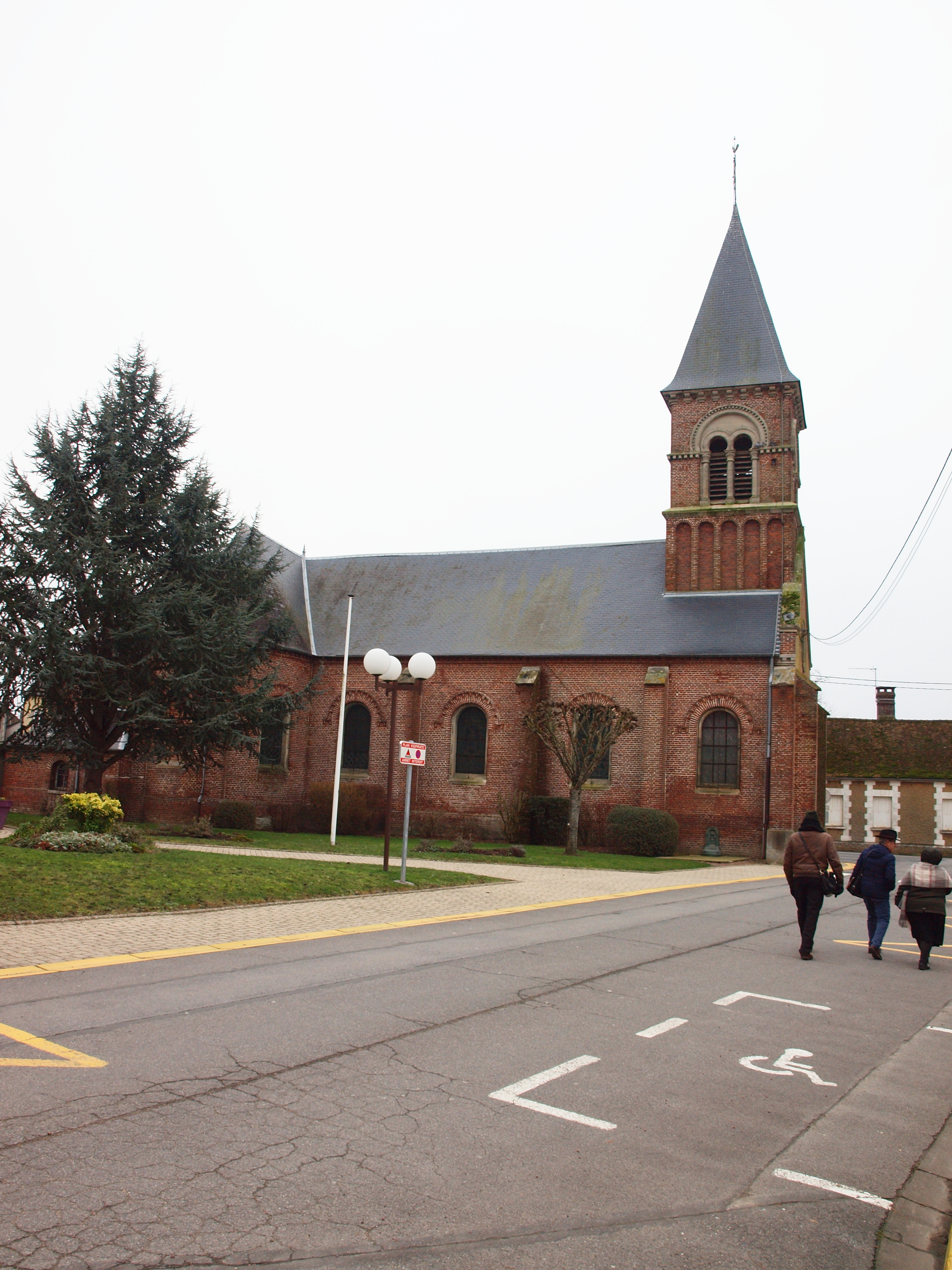
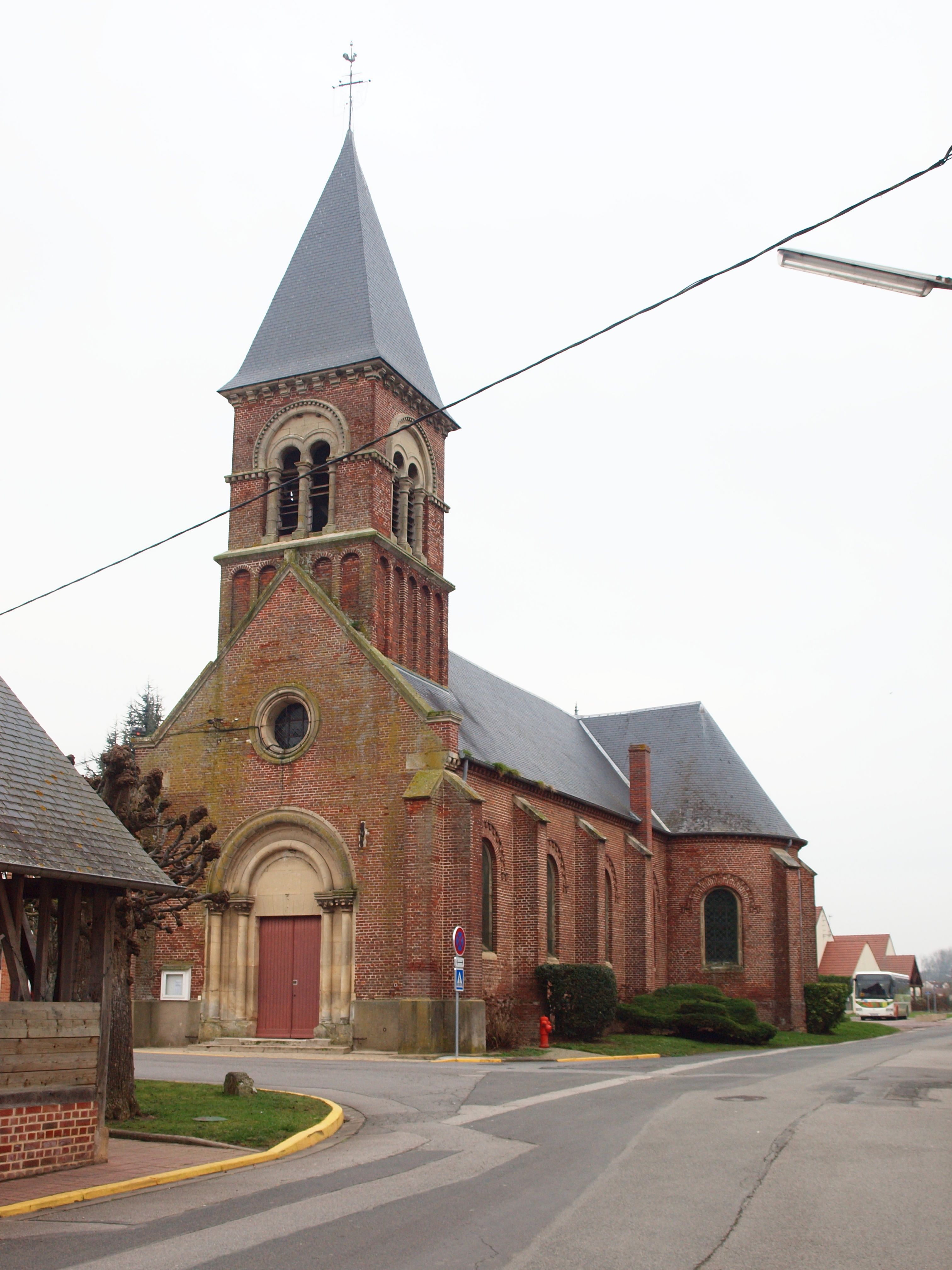
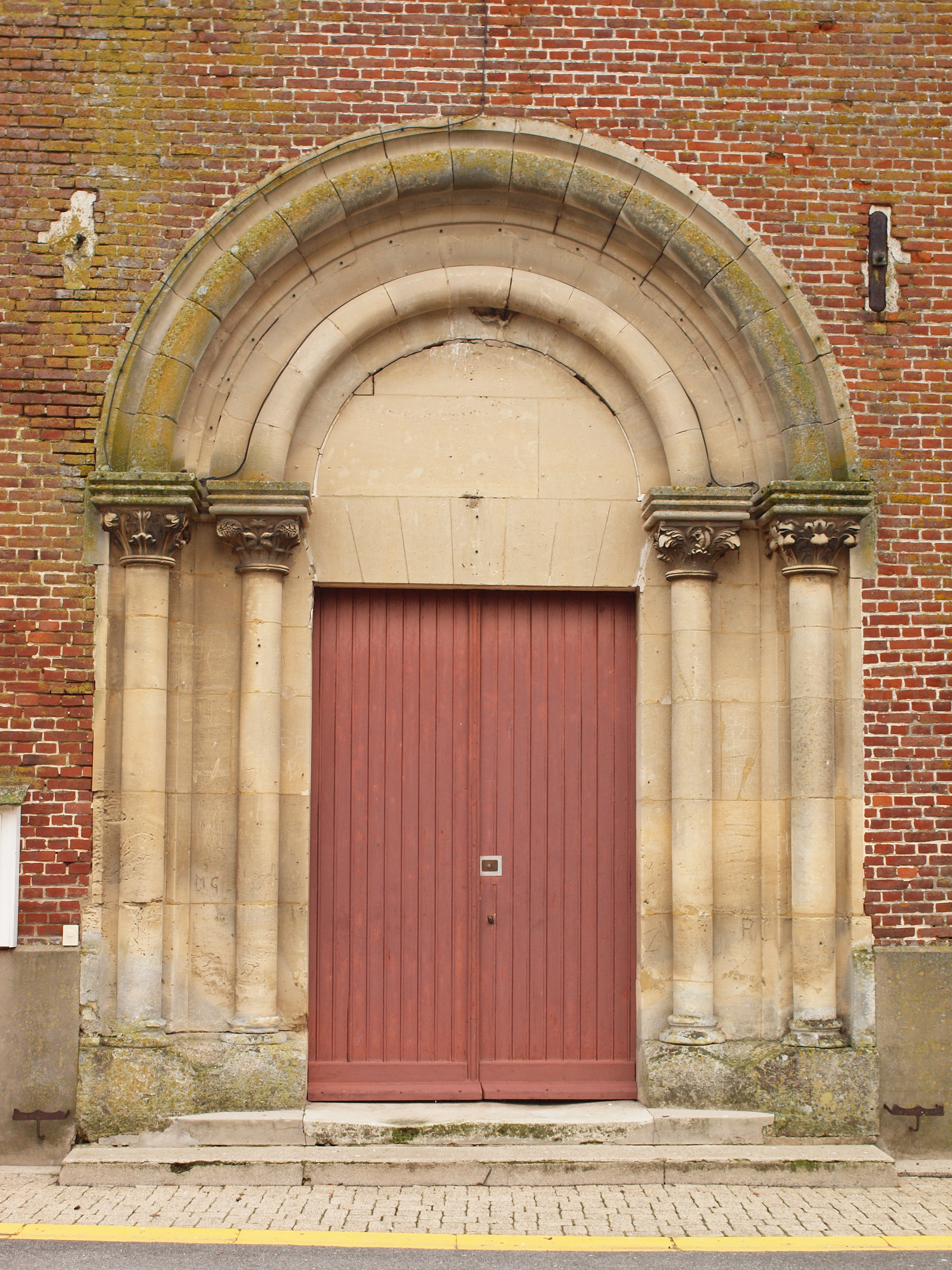
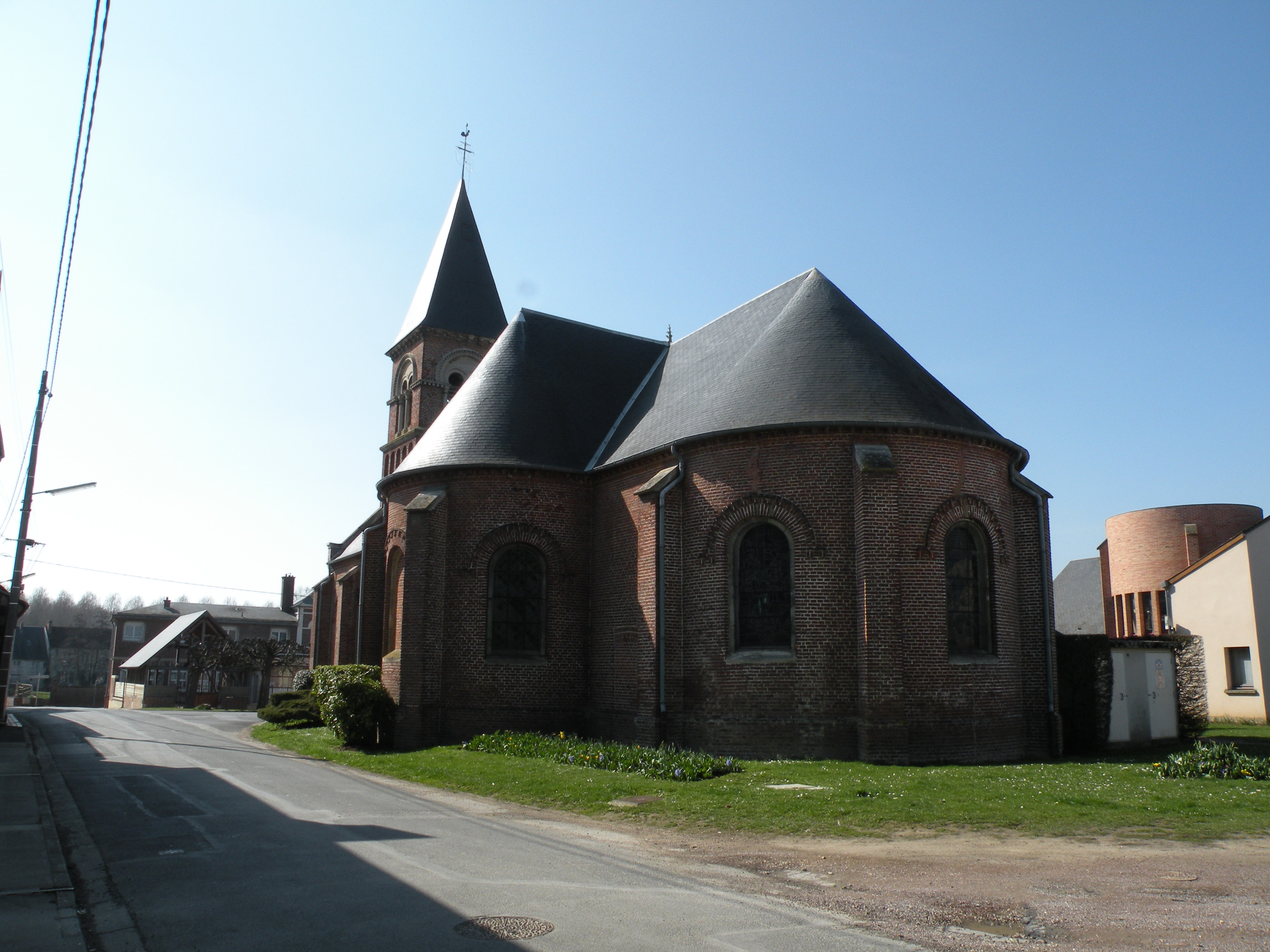

- RLS Karting : circuit outdoor, 980 mètres de piste, location et compétition[réf. nécessaire].

### Personnalités liées à la commune
- Lieutenant William R. Hayden (22 août 1922 - 30 décembre 1943) : pilote de chasse américain tombé avec son avion Thunderbolt  dans la commune, au lieudit le Bas des Montoiles[43]. Une plaque implantée sur l'école communale qui porte son nom rappelle son sacrifice[44].